# فرائد الاصول
فرائد الاصول یا همان رسائل کتابی است در اصول فقه شیعه از شیخ مرتضی انصاری شوشتری معروف به شیخ اعظم انصاری که در کنار کفایة الاصول آخوند خراسانی از مهم‌ترین کتابهای اصول فقه شیعه است. این کتاب درقرن سیزدهم هجری قمری تألیف شده‌است.

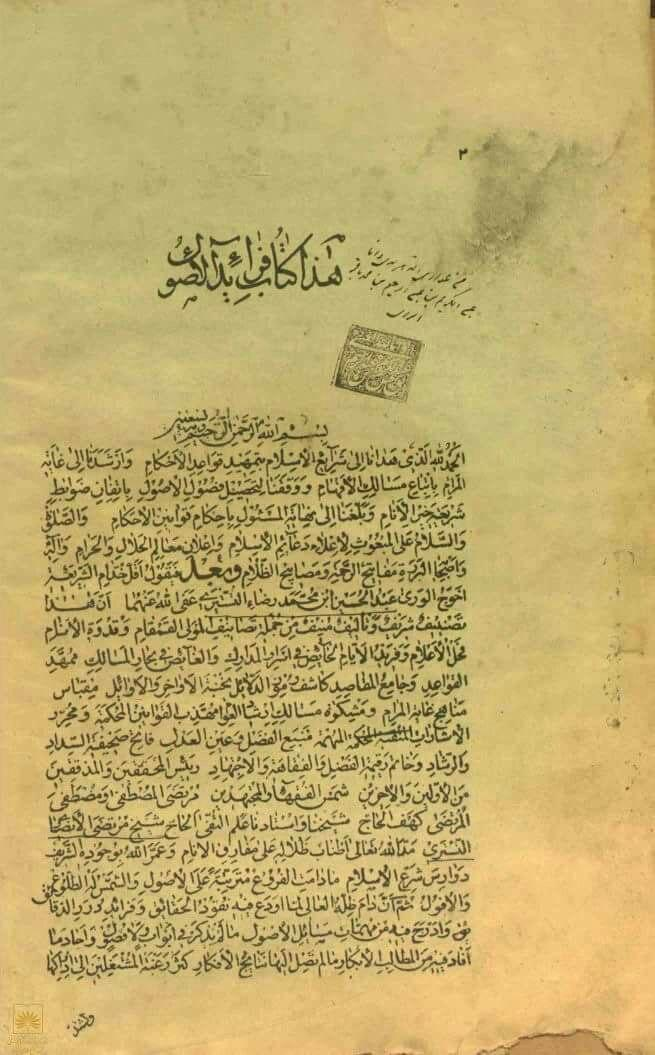
نسخه خطی کتاب فرائد الاصول در کتابخانه ملی ایران، نام نویسنده مرتضی الانصاری التستری (مرتضی انصاری شوشتری) و نام کاتب عبدالحسین التستری (شوشتری) ذکر شده‌است.

## جایگاه درسی
این کتاب در محافل حوزوی به رسائل معروف شده و در کنار کتاب مکاسب جزء کتاب‌های سطح عالی حوزه است و امروزه در پایه‌های ۷ و ۸ حوزه‌های علمیهٔ شیعه تدریس می‌شود.

## ساختار کتاب
علت آن که به آن رسائل گفته می‌شود، آن است که شامل پنج رساله در قطع، ظن، برائت، استصحاب و تعادل و تراجیح است.
کتاب شامل سه مقصد و یک خاتمه است که قطع در مقصد اول، ظن در مقصد دوم، برائت و استصحاب در مقصد سوم و تعادل و تراجیح در خاتمه بحث شده‌است.

## شرح‌ها
این کتاب از زمان تألیف جزء کتایهای اصلی حوزه بوده‌است، و بنا به اهمیت افراد مختلفی آن را شرح کرده‌اند.

### شرحهای فارسی
1. ترجمه و شرح کامل رسائل در ۱۱جلد نوشته جمشید سمیعی، انتشارات خاتم‌الانبیا، اصفهان
2. شرح رسائل در ۷ جلد نوشته علی محمدی، انتشارات دارالفکر، قم
3. تشریح المقاصد فی شرح الفرائد در ۵ جلد نوشته محمدجواد ذهنی تهرانی، انتشارات حاذق، قم
4. شرح رسائل نوشته مصطفی اعتمادی تبریزی، نشر شفق، قم

### شرحهای عربی
1. تمهید الوسائل فی شرح الوسائل در ۱۲ جلد نوشته علی مروجی، مکتب نشر الاسلامی، قم
2. بحر الفوائد فی شرح الوسائل در ۸ جلد نوشته محمدحسن آشتیانی، مؤسسه التاریخ العربی، بیروت
3. درر الفوائد فی شرح الفرائد در ۶ جلد نوسته یوسف مدنی تبریزی، مکتبه بصیرتی، قم
4. قلائد الفرائد فی شرح الفرائد در ۲جلد نوشته میرزا غلام رضا قمی قم